# Lyons universitet
Lyons universitet (franska: Université de Lyon), som ligger i Lyon och Saint-Étienne, Frankrike, är ett centrum för högre utbildning och forskning som omfattar 16 institutioner för högre utbildning. De tre viktigaste universiteten i detta center är: Claude Bernard-universitetet Lyon 1, som fokuserar på hälsa och naturvetenskap och har cirka 27 000 studenter, Lumière University Lyon 2, som fokuserar på samhällsvetenskap och har ca 30 000 studenter, Jean Moulin Universitetet Lyon 3, som fokuserar på humanoria och juridik med cirka 20 000 elever.
Övriga institutioner är:
- École Normale Supérieure de Lyon
- École Centrale de Lyon
- INSA Lyon
- IAE Jean Moulin University Lyon 3
- École nationale supérieure des sciences de l'information et des bibliothèques
- École vétérinaire de Lyon
- Université catholique de Lyon
- Jean Monnet University (Saint-Étienne)
- École nationale d'ingénieurs de Saint-Étienne
- École Nationale Supérieure des Mines de Saint-Étienne
- École supérieure de commerce et management
- École de management de Lyon
- Institut polytechnique de Lyon
- Institut d'études politiques de Lyon
- École nationale des travaux publics de l'État